# ㇺ
ㇺは小書き片仮名の「ム」であり、アイヌ語で使用される仮名のひとつである。前の音と組み合わせ1モーラを形成する。通常は日本語では使用されない。
「ム」の発音と異なり、ムを発音するかしないか（内破音）程度の息が漏れる場合に使用され、音節最後の「m」の発音となる。アイヌ語の場合は「閉音節の音節末子音m」となる。

## ㇺに関わる諸事項
- アイヌ語に対応する目的で、JIS X 0213で追加された仮名の一つである。